# (17072) Athiviraham
(17072) Athiviraham est un astéroïde de la ceinture principale.

## Description
(17072) Athiviraham est un astéroïde de la ceinture principale. Il fut découvert le 7 avril 1999 à Socorro (Nouveau-Mexique) par le projet LINEAR. Il présente une orbite caractérisée par un demi-grand axe de 2,26 UA, une excentricité de 0,09 et une inclinaison de 7,8° par rapport à l'écliptique.

## Compléments